# Каваторе
Каваторе (итал. Cavatore) — коммуна в Италии, располагается в регионе Пьемонт, в провинции Алессандрия.
Население составляет 316 человек (2008 г.), плотность населения составляет 30 чел./км². Занимает площадь 10 км². Почтовый индекс — 15010. Телефонный код — 0144.
Покровителем коммуны почитается святой Лаврентий, празднование 10 августа.

## Демография
Динамика населения:

## Администрация коммуны
- Официальный сайт: